# Debahi
Debahi (nep. देवही) – gaun wikas samiti w środkowej części Nepalu  w strefie Narajani w dystrykcie Rautahat. Według nepalskiego spisu powszechnego z 2001 roku liczył on 854 gospodarstw domowych i 5336 mieszkańców (2574 kobiet i 2762 mężczyzn).